# Ring frei
Albums de LaFee
Shut Up
(2008) Best Of - LaFee
(2009)
Singles
Ring frei est le quatrième album studio de la chanteuse LaFee. Il est sorti comme son troisième album en allemand le 2 janvier 2009.

## Liste des chansons
1. Intro - 1:12
2. Ring frei - 3:48
3. Eiskalter Engel - 3:52
4. Ein Letztes Mal - 3:45
5. Scheiss Liebe - 3:43
6. Ich bin ich - 4:50
7. Angst - 3:10
8. Hand In Hand - 4:22
9. Nur Das Eine - 4:04
10. Lieber Gott - 5:22
11. Was hat sie - 3:48
12. Normalerweise - 3:54
13. Danke - 4:22

## Charts
| Charts    | Meilleure position |
| --------- | ------------------ |
| Allemagne | 6                  |
| Autriche  | 5                  |
| Suisse    | 21                 |
| France    | 185                |